# Dasineura ulmea
Dasineura ulmea är en tvåvingeart som först beskrevs av Ephraim Porter Felt 1908.  Dasineura ulmea ingår i släktet Dasineura och familjen gallmyggor.
Artens utbredningsområde är New York. Inga underarter finns listade i Catalogue of Life.